# LM3914
LM3914 este un circuit integrat proiectat de National Semiconductor și folosit pentru a opera afișaje care arată vizual magnitudinea unui semnal analogic.

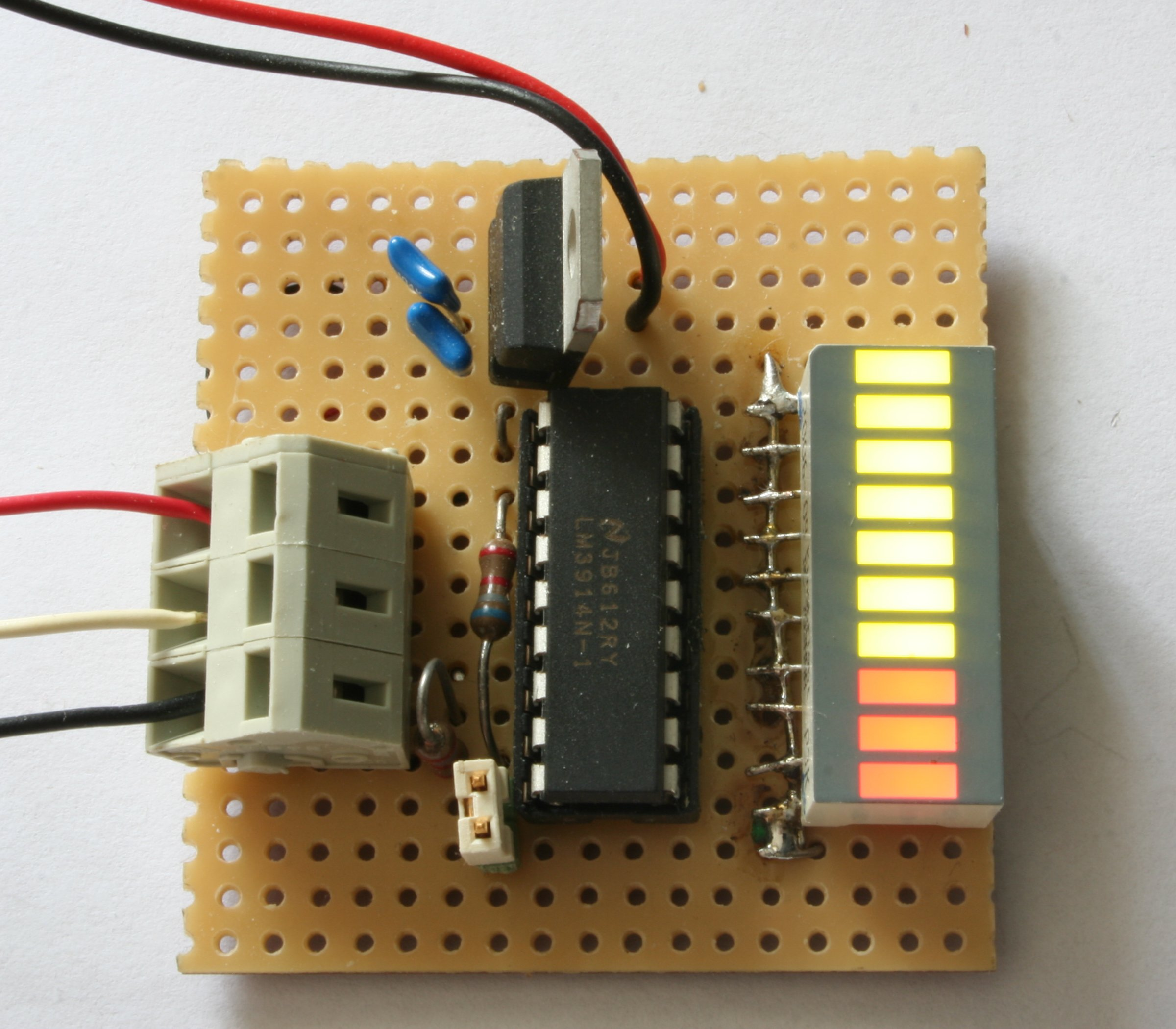
Circuitul LM3914 arată funcționarea LED-urilor la executarea operațiunii electronice în timpul testării.

Un circuit 3914 poate conduce până la 10 LED-uri, LCD-uri sau afișaje fluorescente în vid la ieșirile sale. Reducerea liniară a pragurilor de ieșire face ca dispozitivul să poată fi utilizat, de exemplu, ca voltmetru. În configurația de bază oferă o scară de zece trepte care poate fi extinsă la peste 100 de segmente cu alte ciruite de genul LM3914 din serie.
Acest CI a fost introdus de National Semiconductor în 1980 și este încă disponibil din 2018 de la Texas Instruments. Două variante ale acestei părți sunt LM3915 cu trepte de scară logaritmică 3dB și LM3916 care emulează scara unui contor, cum ar fi VU-metru.